# Крашко језеро
Крашко језеро је тип ерозионог језера које се формира у крашким удубљењима - вртачама, увалама и крашким пољима. Настала су испуњавањем водом облика крашког рељефа, најчешће захваљујући изворима, врелима и рекама. Најтипичније крашко језеро је Црвено формирано у огромној бунарастој вртачи код Имотског (у Хрватској). Знатно већа од њега су језера Врана (у Хрватској), Скадарско и Шаско (у Црној Гори) формирана у крашким пољима. Црвено језеро има просечну дубину од 300 m. У његовој близини налазе још два таква језера - Модро и Галиповац. Језеро Врана, лоцирано на острву Цресу, са 200 милиона m3 слатке воде представља водом најбогатије језеро у Хрватској.
Крашка језера деле се на више типова:
- периодска крашка (периодски плављена поља)
- термокрашка (у пределима замрзнутог земљишта)
- суфозиона (настала процесом суфозије)
- пећинска (у пећинама)